# 赫維利夫卡
50°58′45″N 31°53′6″E / 50.97917°N 31.88500°E
赫維利夫卡（烏克蘭語：Хвилівка），是烏克蘭北部的村莊，隸屬切爾尼希夫州的尼任區。該村始建於1600年，面積0.55平方公里，海拔高度124米，2001年人口306，人口密度每平方公里554.4人。